# آن‌ها
آن‌ها فیلم سینمایی به کارگردانی و نویسندگی احسان سلطانیان و تهیه‌کنندگی داریوش بابائیان محصول سال ۱۳۹۵ است.
این فیلم نخستین فیلم سینمایی احسان سلطانیان در مقام کارگردان و نویسنده است که ساخت سریال محرمانه در باران و فیلم های بلند پیچ جاده نمناک، رویای طبقه پایین و شور آوا را در کارنامه خود دارد.

## داستان فیلم
آن‌ها می‌خواهند به گونه‌ای زندگی کنند که شبیه دیگران نباشند.

## بازیگران
اپیزود اول:
- شبنم مقدمی
- جلال فاطمی
- سعیده رودبارکی

اپیزود دوم:
- سمیرا حسن‌پور
- حسن فرضی پور
- سیامک اطلسی
- افسانه ناصری

اپیزود سوم:
- هدی زین‌العابدین
- امیرحسین آرمان
- سعید داخ
- مائده طهماسبی